# Fred McMullen
Fred McMullen (Florida, 1905 – ... (forse il 1963)) è stato un cantante e chitarrista statunitense blues, noto per essere stato attivo negli anni '30. Ha registrato con i chitarristi Curley Weaver e Buddy Moss nel 1933, dopo di che non esiste una documentazione definitiva sulla sua vita o sui luoghi in cui vivesse.

## Biografia
McMullen nacque in Florida nel 1905. Poco altro si sa della sua vita prima delle sue sessioni di registrazione con Weaver e Moss, eccetto che trascorse del tempo incarcerato in un campo di detenuti nella Contea di DeKalb, in Georgia. McMullen, che potrebbe essersi stabilito a Macon dopo essere stato scarcerato, era un attore regolare al Teatro 81 di Atlanta, dove incontrò per la prima volta Weaver e Moss. Secondo Kate McTell in un'intervista, McMullen fu l'autore dell'incontro della Moss con suo marito, il chitarrista Blind Willie McTell, dando così inizio a successive collaborazioni tra i due. Suggerì anche che Georgia White abbia scritto canzoni per McMullen mentre era ad Atlanta.
Dal 16 al 19 gennaio 1933 McMullen si unì a Weaver, Moss e Ruth Willis per le sessioni di registrazione a New York City. Fornendo l'accompagnamento della chitarra bottleneck sintonizzata sul Sol aperto, McMullen cantò anche il ruolo principale in "Joker Man Blues" e "Next Door Man", che furono pubblicati da Vocalion Records e accreditato a "Jim Miller". Era anche il chitarrista principale di diversi brani, tra cui Wait and Listen, una canzone con una sorprendente somiglianza con lo stile di Tommy Johnson e Roll Mama, in cui McMullen e Weaver suonavano assoli di chitarra simultanei. L'ultimo giorno delle sessioni McMullen si unì a Weaver e Ross per registrare col nome di Georgia Browns, pubblicando It Must have Been Her e Who Stole De Lock?.
McMullen apparentemente si trasferì dopo che le sessioni furono concluse, per non registrare mai più. Il registro cittadino della città di Atlanta lo ha annoverato una volta, nel 1932, con il nome di MacMullin. Moss ricordava molto poco di McMullen, ma ipotizzò che sia tornato a Macon. Non è nota alcuna registrazione della sua morte, ma lo storico del blues Bob L. Eagle ipotizzò che potesse essere lo stesso Fred McMullen che morì nel febbraio del 1960.
Gran parte del suo lavoro è apparso negli album di compilation Country Blues Classics, Volume 1, Georgia Blues 1927–1930, Some Cold, Rainy Day e Bottleneck Blues Guitar Classics 1926–37.